# Quaero
Quaero, que significa procurar por em latim, é o nome dado ao Projecto Europeu do Motor de Pesquisa na Internet.
O Quaero não será um motor de busca tradicional. Uma da suas vantagens é que disponibilizará ferramentas para procurar ficheiros de áudio e vídeo graças a uma aplicação que permite transcrever, indexar e traduzir documentos audiovisuais de forma automática. O sistema será compatível com todas as plataformas, incluindo os dispositivos móveis e televisores, pelo que apresenta algumas vantagens face ao Google e seus congéneres.
O projecto é bastante ambicioso, como reconhecem muitas das partes envolvidas no mesmo, entre as quais figuram empresas de renome como a Deutsche Telecom, a France Telecom e a Thompson.